# 三間エレナ
三間 エレナ（みつま エレナ、1996年10月20日 - ）は、群馬県高崎市出身のグラビアモデル、レースクイーンである。セントラル所属。以前は「小泉 エレナ」（こいずみ えれな）の芸名でティースタイルマネージメントに所属していた。

## 略歴
2016年12月、格闘技団体「RIZIN」のラウンドガールオーディションに応募し、事務所の同僚だった川村直央（現：川村那月）、大柳麻友らと共にRIZINガールに選ばれ活動する。
2017年、SUPER GT500クラス「LEXUS Team KeePer TOM'S“KeePer Angels”」としてレースクイーン活動を行う（相方：藤間つばさ）。
その後所属事務所をセントラルに移し、現芸名に改める。2018年にはキックボクシング「RISE」のラウンドガールとして活動。また東京スポーツ主催の「ミス東スポ2019」にもエントリーされたが、受賞はならなかった。
2019年、岡山国際サーキットのサーキットクイーンに選ばれる。

## 人物
- 兄は元プロ野球選手の三ツ間卓也。母方の家系から、菅原道真の末裔とされている。
- 趣味は犬の散歩、特技は卓球とピアノ[2]。

## 出演

### WEB番組
- GYAO!「私のAIする王子様」（2018年）

### CM
- RIZAP「9つのボディスタイル編」（2018年） - ダレノガレ明美と共演[1]

### イベント
- 大阪オートメッセ2017「TWSプリンセス」（2017年2月）[7]
- 東京オートサロン2018「ARMY GIRL」（2018年1月） - 太田麻美、生田ちむ、橘香恋らと共演[8]。